# Bryaninops ridens
Bryaninops ridens är en fiskart som beskrevs av Smith, 1959. Bryaninops ridens ingår i släktet Bryaninops och familjen smörbultsfiskar. Inga underarter finns listade.